# ADINA Watches
ADINA Watches es un fabricante australiano de relojes. La empresa fue fundada por Bob Menzies en 1971.

## Historia
ADINA se fundó en Woolloongabba en 1971 antes de mudarse al CBD de Brisbane por un período de 6 años, antes de regresar a Woolloongabba y comprar el edificio situado en el número 11 de Holden Street, que fue su base durante los siguientes 30 años.

## Fábrica
Después de casi inundarse en 2001, se tomó la decisión de comprar un local en el 209 de Logan Rd (Woolloongabba), para instalar la primera fábrica hecha a medida de Adina, equipada con dos talleres de última generación: uno para la producción y el otro para el servicio de posventa. La firma es una de las empresas relojeras familiares más antiguas de Australia.